# Bärbel Wöckel
Bärbel Wöckel (născută Eckert; n. 21 martie 1955, Leipzig, RDG) este o fostă atletă germană din Republica Democrată Germană, laureată cu patru medalii de aur olimpice.

## Carieră
Sportiva a câștigat trei medalii de aur la Campionatul European de Juniori din 1973. În anul următor a obținut aurul la Campionatul European cu echipa de ștafetă de 4x100 m a RDG la Roma, Italia. De la Jocurile Olimpice de la Montréal s-a întors cu aur la 200 de metri și la ștafetă. Patru ani mai târziu, la Moscova, sprintera a repetat cele două victorii. În 1982, ea a fost cea mai de succes participantă la Campionatele Europene de la Atena, cucerind aurul la 200 de metri și la ștafetă, precum și argintul la 100 de metri. Ea a beneficiat de programul de dopaj organizat de stat.

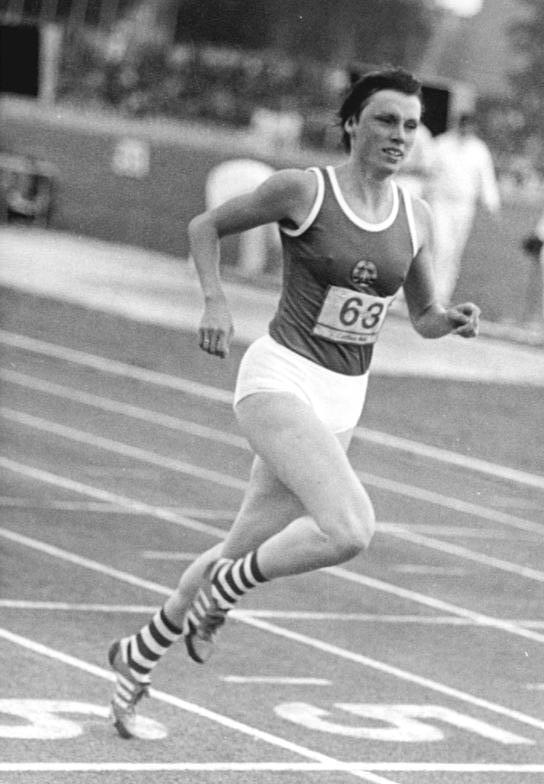
În 1980
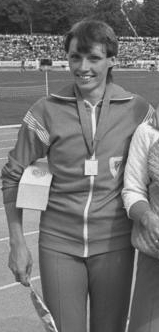
În 1984

## Realizări
| An   | Competiție                      | Locație                      | Loc | Eveniment     | Note    |
| ---- | ------------------------------- | ---------------------------- | --- | ------------- | ------- |
| 1973 | Campionatul European de Juniori | Duisburg, Germania de Vest   | 1   | 200 m         | 22,85   |
| 1973 | Campionatul European de Juniori | Duisburg, Germania de Vest   | 1   | 100 m garduri | 13,14   |
| 1973 | Campionatul European de Juniori | Duisburg, Germania de Vest   | 1   | 4x100 m       | 44,37   |
| 1974 | Campionatul European            | Roma, Italia                 | 7   | 100 m         | 11,46   |
| 1974 | Campionatul European            | Roma, Italia                 | 1   | 4x100 m       | 42,51   |
| 1976 | Jocurile Olimpice               | Montréal, Canada             | 1   | 200 m         | 22,37   |
| 1976 | Jocurile Olimpice               | Montréal, Canada             | 1   | 4x100 m       | 42,55   |
| 1977 | Cupa Europei                    | Helsinki, Finlanda           | 3   | 200 m         | 22,99   |
| 1977 | Cupa Mondială                   | Düsseldorf, Germania de Vest | 2   | 200 m         | 23,02   |
| 1980 | Jocurile Olimpice               | Moscova, Uniunea Sovietică   | 1   | 200 m         | 22,03   |
| 1980 | Jocurile Olimpice               | Moscova, Uniunea Sovietică   | 1   | 4x100 m       | 41,60   |
| 1981 | Cupa Europei                    | Zagreb, Iugoslavia           | 1   | 200 m         | 22,19   |
| 1981 | Cupa Europei                    | Zagreb, Iugoslavia           | 1   | 4 × 100 m     | 42,53   |
| 1981 | Cupa Europei                    | Zagreb, Iugoslavia           | 1   | 4 × 400 m     | 3:19,83 |
| 1981 | Cupa Mondială                   | Roma, Italia                 | 3   | 200 m         | 22,41   |
| 1981 | Cupa Mondială                   | Roma, Italia                 | 1   | 4 × 100 m     | 42,22   |
| 1981 | Cupa Mondială                   | Roma, Italia                 | 1   | 4 × 400 m     | 3:20,62 |
| 1982 | Campionatul European            | Atena, Grecia                | 2   | 100 m         | 11,20   |
| 1982 | Campionatul European            | Atena, Grecia                | 1   | 200 m         | 22,04   |
| 1982 | Campionatul European            | Atena, Grecia                | 1   | 4x100 m       | 42,19   |

## Recorduri personale
| Probă | Performanță | Dată          | Locație |
| ----- | ----------- | ------------- | ------- |
| 100 m | 10,95 s     | 1 iunie 1982  | Dresda  |
| 200 m | 21,85 s     | 21 iulie 1984 | Potsdam |
| 400 m | 49,56 s     | 30 mai 1982   | Erfurt  |